# Challand-Saint-Anselme
Challand-Saint-Anselme (fr. AFI: [ʃalɑ̃ sɛ̃t‿ɑ̃sɛlmə]  - Tchallan damón in patois valdostano, z'uabra Tschallanh nella variante walser Töitschu) è un comune italiano di 746 abitanti della Valle d'Aosta. Si trova in Val d'Ayas.

## Geografia fisica

### Territorio
Il comune si trova nella Val d'Ayas tra il comune di Challand-Saint-Victor a valle e quello di Brusson a monte. Confina a est con il comune di Issime e ad ovest con quello di Emarèse.
- Classificazione sismica: zona 4 (sismicità molto bassa)[6]

## Storia
Il territorio comunale di Challand-Saint-Anselme costituì una parte importante del grande e ricco feudo che nel Medioevo dette il nome alla nobile famiglia dei visconti di Aosta, divenuti Signori e poi Conti di Challant il 15 agosto 1424.
La parrocchia fu eretta dal vescovo di Aosta Pierre-François de Sales il 6 giugno 1746, ponendola sotto la diretta giurisdizione dell'autorità diocesana. Si scelse come santo patrono Anselmo d'Aosta, detto anche di Canterbury, la cui festa ricorre il 21 di aprile.
Il Comune fu eretto in istituzione autonoma verso la fine del Settecento, ma fin dal 1754 il Consiglio della comunità ottenne di reggersi autonomamente, separato con regie patenti da quello contermine di Saint-Victor.
Nel 1928, con regio decreto n. 1088 del 26 aprile 1928, entrato in vigore il 31 maggio seguente, il governo fascista unificò i due comuni di Challant-Saint-Anselme e Challant-Saint-Victor in un'unica entità comunale, denominata Challant, con capoluogo Ville, sede comunale nel municipio dell'ex comune di Challand-Saint-Victor, creando grande malcontento nella popolazione. Nel 1939, in ossequio alla parossistica italianizzazione dei topònimi, il nome viene mutato d'autorità, come per 32 altri comuni valdostani, in Villa Sant'Anselmo.
Con la caduta del fascismo, l'avvento della Resistenza e della Liberazione, si giunse al primo decreto di autonomia della Valle d'Aosta
Il decreto entrò in vigore il 1º gennaio 1946. Così il Comune ancora riunito, riprese la denominazione di Challant.
Con Decreto del Presidente del Consiglio della Valle d'Aosta n.9469/I del 12 settembre 1946, entrato in vigore dal 20 settembre successivo, vennero ricostituiti a tutti gli effetti i due comuni di Challant-Saint-Anselme e Challant-Saint-Victor.
L'attuale denominazione (con la "d" finale) è stata decisa con legge regionale 9 dicembre 1976 n. 61, sulla base della più antica e più frequente grafìa.
Occorre precisare che i due toponimi "Challant" et "Challand" sono omofoni secondo le regole di pronuncia della lingua francese.

### Simboli
Lo stemma e il gonfalone del comune sono stati concessi con Decreto del presidente della Giunta Regionale del 24 settembre 2004.
Il gonfalone è un drappo partito di rosso e di nero.
Lo stemma del Comune di Challand-Saint-Anselme riproduce il blasone dei visconti d'Aosta, attestati nella regione sin dalla fine dell'XI secolo. Il visconte Bosone II, nel 1206, fu investito dal conte Tommaso I di Savoia della signoria di Challant, dalla quale la famiglia trasse il nome. Il primo e il quarto quarto riproducono lo stemma di famiglia, che gli Challant adottarono con Bosone III riprendendo, grazie ad un'unione matrimoniale, quello degli Aleramici del Monferrato (d'argento; al capo di rosso), con la brisura di una banda di nero a indicare la discendenza femminile. Il secondo e il terzo quarto raffigurano il simbolo del vicecomitato di Aosta: l'aquila nera in campo d'oro, emblema imperiale che ricorda l'origine del titolo di visconte, di tradizione carolingia. Usato per tutto il XIII secolo insieme all'insegna di famiglia, lo scudo con l'aquila venne abbandonato nel 1295 con la cessione del titolo vicecomitale ai Savoia da parte di Ebalo Magno di Challant. L'antico simbolo fu ripreso da Francesco di Challant, elevato al rango di conte nel 1424, e divenne il segno distintivo dei suoi successori fino all'estinzione della famiglia nel 1804.

## Monumenti e luoghi d'interesse

### Architetture religiose
- Chiesa parrocchiale di Saint-Anselme, con la statua della Madonna nera di Oropa
- Santuario di Sant'Anna

### Architetture civili
- il Mulino di Ruvère[10] e il Mulino di Quinçod, oggi sede dell'IAT Monte Rosa.[11]
- A Challand-Saint-Anselme scorre il Ru d'Arlaz, uno dei più importanti canali irrigui della Valle d'Aosta, scavato nel XV secolo per portare le acque dell'Évançon da Brusson fino alle zone esposte a sud del fondovalle, indicativamente all'adret degli attuali comuni di Montjovet, Émarèse e Verrès, molto più aride.[12]
- le Miniere di Béchaz sono un'importante testimonianza della storia e dell'economia locale dei secoli scorsi: le miniere di quarzo aurifero furono sfruttate all'epoca dei Salassi, mentre i giacimenti di piombo, rame, oro e argento furono sfruttati in epoca romana[11]

## Società

### Evoluzione demografica
Abitanti censiti

## Cultura

### Eventi
- La Fehta da tchivra (in patois challandin, la Festa della capra), il primo fine settimana di luglio a Quinçod[14].

## Economia
Le attività prevalenti sono l'artigianato edile, la falegnameria, il turismo, l'agricoltura e l'allevamento. Importante è la lavorazione del legno finalizzata alla realizzazione di vari oggetti, tra i quali gli zoccoli tipici denominati sabot.

## Amministrazione
Fa parte dell'Unité des Communes valdôtaines Évançon.
Di seguito è presentata una tabella relativa alle amministrazioni che si sono succedute in questo comune.
| Periodo        | Periodo        | Primo cittadino      | Partito              | Carica  | Note   |
| -------------- | -------------- | -------------------- | -------------------- | ------- | ------ |
| 11 giugno 1985 | 31 maggio 1990 | Giovanni Bonin       | Democrazia Cristiana | Sindaco | [ 16 ] |
| 31 maggio 1990 | 29 maggio 1995 | Giuseppe Aymonod     | Union Valdôtaine     | Sindaco | [ 16 ] |
| 29 maggio 1995 | 8 maggio 2000  | Giovanni Bonin       | lista civica         | Sindaco | [ 16 ] |
| 8 maggio 2000  | 9 maggio 2005  | Graziano Grosjacques | lista civica         | Sindaco | [ 16 ] |
| 9 maggio 2005  | 25 maggio 2010 | Graziano Grosjacques | lista civica         | Sindaco | [ 16 ] |
| 24 maggio 2010 | 11 maggio 2015 | Riccardo Perret      | lista civica         | Sindaco | [ 16 ] |
| 25 maggio 2015 | in carica      | Piero Dufour         | lista civica         | Sindaco | [ 16 ] |

## Sport
A Challand-Saint-Anselme si pratica lo sport tradizionale valdostano detto tsan.